# Sandra Wallenhorst
Sandra Wallenhorst (* 1. Januar 1972 in Arnstadt) ist eine ehemalige deutsche Triathletin und Duathletin. Die mehrfache Ironman-Siegerin gewann 2009 und 2010 die Ironman European Championships und sie führte von 2008 bis 2018 die Bestenliste deutscher Triathletinnen auf der Ironman-Distanz an. Im Juli 2008 brach sie den damals seit 14 Jahren bestehenden Weltrekord der Südafrikanerin Paula Newby-Fraser in einer Zeit von 8:47,25 Stunden. Sie war die weltweit zweitbeste Läuferin auf der Marathondistanz beim Ironman.

## Werdegang
Sandra Wallenhorst betrieb nach einer frühen Karriere als Leichtathletin im Kindes- und Jugendalter seit 1996 Triathlon.
Nach Einsätzen in der Deutschen Triathlon-Liga für Hannover 96 sowie im World Cup auf der olympischen Distanz (1,5 km Schwimmen, 40 km Radfahren und 10 km Laufen) wagte sich die Rechtsanwältin im Jahr 2003 erstmals an die langen Distanzen und beendete im August 2004 den Ironman Canada als Sechste.
Nach einer für Ausdauersportler typischen Viruserkrankung mit dem Pfeifferschen Drüsenfieber (Epstein-Barr Virus, 2005) brachte sie ihren Sohn  (Dezember 2006) zur Welt. Im Anschluss an die Elternzeit führte Sandra Wallenhorst ihre sportliche Karriere mit drei Siegen auf regionalen Mitteldistanzen (2007) und dem dritten Platz beim Ironman 70.3 Austria in St. Pölten (2008) fort, bevor sie sich erneut an die Langdistanz und den Ironman-Triathlon (3,86 km Schwimmen, 180,2 km Radfahren und 42,195 km Laufen) heranwagte.
Beim Ironman Austria in Klagenfurt am Wörthersee unterbot Sandra Wallenhorst im Juli 2008 den 14 Jahre alten Rekord der Südafrikanerin und achtfachen Hawaii-Siegerin Paula Newby-Fraser über die Langdistanz von 3,8 km Schwimmen, 180 km Radfahren und 42 km Laufen mit einer Zeit von 8:47:25 h und hielt damit die beste Zeit einer deutschen Athletin auf dieser Distanz, bis diese im Juli 2018 von Daniela Sämmler bei der Challenge Roth um fast vier Minuten unterboten wurde (8:43:42 h). Ihr Debüt bei den Ironman-Weltmeisterschaften auf Hawaii beendete Sandra Wallenhorst im Oktober 2008 mit der Bronzemedaille.
Bis 2008 wurde Wallenhorst von Dave Scott trainiert. Von Frühjahr 2009 bis zu ihrem Karriereende arbeitete sie mit dem Lauftrainer Herbert Steffny zusammen. Im Juli 2010 konnte sie bei der Ironman European Championship in Frankfurt am Main ihren Titel aus dem Vorjahr mit einem neuen Streckenrekord auf der Marathondistanz (3:00:15 h) wiederholen. Seit 2011 tritt sie nicht mehr international in Erscheinung.
Seit 2010 war die Juristin im Innenministerium des Landes Niedersachsen tätig und seit Oktober 2017 leitete sie in Celle die Verwaltungsabteilung der Niedersächsischen Akademie für Brand- und Katastrophenschutz.
Sandra Wallenhorst lebt mit ihrem Lebensgefährten und den beiden Söhnen in Burgwedel.

## Auszeichnungen
- 2008, 2009 – Niedersachsens Sportlerin des Jahres

## Sportliche Erfolge
| Datum/Jahr    | Rang | Wettbewerb                    | Austragungsort    | Zeit     | Bemerkung                                                                          |
| ------------- | ---- | ----------------------------- | ----------------- | -------- | ---------------------------------------------------------------------------------- |
| 26. Juni 2011 | 4    | Sylt-Triathlon                | List auf Sylt     | 02:43:28 | 1,5 km Schwimmen, 46 km Radfahren und 12 km Laufen                                 |
| 30. Mai 2010  | 4    | Ironman 70.3 Austria          | St. Pölten        | 04:23:13 |                                                                                    |
| 17. Jan. 2010 | 2    | Ironman 70.3 South Africa     | East London       | 04:37:01 |                                                                                    |
| 6. Juni 2009  | 1    | Irontown Triathlon Ferropolis | Gräfenhainichen   | 04:23:46 | 1,9 km Schwimmen, 90 km Radfahren und 21,1 km Laufen                               |
| 24. Mai 2009  | 1    | Ironman 70.3 Austria          | St. Pölten        | 04:28:46 | [ 4 ] [ 5 ]                                                                        |
| 24. Mai 2008  | 3    | Ironman 70.3 Austria          | St. Pölten        | 04:26:25 | Sandra Wallenhorst belegte hinter Yvonne van Vlerken und Erika Csomor den 3. Rang. |
| 13. Juli 2003 | 18   | ITU Triathlon European Cup    | Echternach        | 02:11:16 |                                                                                    |
| 7. Sep. 2002  | 10   | ITU Triathlon European Cup    | Madrid            | 02:15:58 |                                                                                    |
| 21. Juli 2002 | 9    | ITU Triathlon European Cup    | Hannover          | 01:57:28 |                                                                                    |
| 16. Juni 2002 | 11   | ITU Triathlon European Cup    | Frankfurt am Main | 02:00:05 |                                                                                    |

| Datum/Jahr    | Rang | Wettbewerb      | Austragungsort    | Zeit       | Bemerkung |
| ------------- | ---- | --------------- | ----------------- | ---------- | --- |
| 9. Okt. 2010  | DNF  | Ironman Hawaii  | Hawaii            | –          | Disqualifikation auf der Radstrecke |
| 4. Juli 2010  | 1    | Ironman Germany | Frankfurt am Main | 09:04:27,7 | Sieg und Titelverteidigung bei der Ironman European Championship |
| 10. Okt. 2009 | 8    | Ironman Hawaii  | Hawaii            | 09:38:28   | als bestplatzierte Deutsche |
| 5. Juli 2009  | 1    | Ironman Germany | Frankfurt am Main | 08:58:08   | Sandra Wallenhorst startete das erste Mal in Frankfurt und ging schon als Führende vor Yvonne van Vlerken nach dem Wechsel vom Rad auf die abschließende Marathon-Distanz.             |
| 11. Okt. 2008 | 3    | Ironman Hawaii  | Hawaii            | 09:22:52   | zweitschnellster Marathon der Frauen bis dahin beim Ironman Hawaii |
| 13. Juli 2008 | 1    | Ironman Austria | Klagenfurt        | 08:47:25   | Sandra Wallenhorst unterbot mit ihrer Siegerzeit die alte Weltbestzeit von Paula Newby-Fraser aus dem Jahre 1994 um mehr als drei Minuten und feierte damit ihren ersten Ironman-Sieg. |
| 29. Aug. 2004 | 6    | Ironman Canada  | Penticton         | 09:59:58   | Hawaii-Qualifikation |
| 8. Nov. 2003  | 17   | Ironman Florida | Panama City       | 10:24:46   | [ 11 ] |

| Datum/Jahr   | Rang | Wettbewerb                              | Austragungsort        | Zeit     | Bemerkung                                          |
| ------------ | ---- | --------------------------------------- | --------------------- | -------- | -------------------------------------------------- |
| 2004         | 2    | ETU Duathlon European Championship Team | Venray                |          | Vizeeuropameisterin mit der Mannschaft im Duathlon |
| 11. Mai 2003 | 5    | DTU Deutsche Duathlon-Meisterschaften   | Neustadt an der Aisch | 02:23:44 | hinter der Siegerin Konstanze Friedrich            |

| Datum/Jahr  | Rang | Wettbewerb        | Austragungsort | Zeit  | Bemerkung           |
| ----------- | ---- | ----------------- | -------------- | ----- | ------------------- |
| 3. Mai 2009 | 1    | Hannover-Marathon | Hannover       | 37:00 | Siegerin über 10 km |
| 4. Mai 2008 | 1    | Hannover-Marathon | Hannover       | 38:22 | Siegerin über 10 km |

(DNF – Did Not Finish)